# Thiago Neves
Thiago Neves Augusto, anche solo Thiago Neves (Curitiba, 27 febbraio 1985), è un ex calciatore brasiliano, di ruolo centrocampista.

## Caratteristiche tecniche
Il suo piede preferito è il sinistro. Sa giocare sia come punta aggiunta che come trequartista.

## Carriera

### Club
Thiago Neves è cresciuto nelle giovanili del Paraná.
Dopo una stagione in prestito al Vegalta Sendai è passato al Fluminense con cui, nel 2007, ha vinto la Coppa del Brasile e la Bola de Ouro quale miglior giocatore del campionato brasiliano
Nella stagione 2008-2009 fa il suo approdo in un campionato europeo, in Bundesliga, nelle file dell'Amburgo.
Ha esordito con la Nazionale brasiliana il 26 marzo 2008 al Londra in amichevole contro la Svezia (1-0).
Nella finale di ritorno della Coppa Libertadores 2008, svoltasi allo stadio Maracanã di Rio de Janeiro, Thiago Neves segna una tripletta alla Liga Deportiva Universitaria, ma questo non basta alla Fluminense per aggiudicarsi il titolo, perso alla lotteria dei calci di rigore, sbagliando l'ultimo e decisivo penalty.
Passa all'Amburgo nell'estate del 2008 disputando solo 6 gare senza nessun gol, tant'è che il 31 gennaio 2009 viene ceduto ai sauditi del Al-Hilal per 7 milioni di euro che il 4 febbraio del 2009 lo rigirano in prestito al Fluminense  per sei mesi. Il 7 gennaio 2012 passa a titolo definitivo al Flamengo. L'8 giugno 2015 passa ufficialmente agli arabi dell'Al-Jazira per 11 milioni di €.

## Palmarès

### Club

#### Competizioni statali
- Campionato Carioca: 1

Flamengo: 2011
Fluminense: 2012
- Campionato Mineiro: 2

Cruzeiro: 2018, 2019

#### Competizioni nazionali
- Coppa del Brasile: 3

Fluminense: 2007,
Cruzeiro: 2017, 2018
- Campionato saudita: 2

Al-Hilal: 2009-2010, 2010-2011
- Campionato brasiliano: 1

Fluminense: 2012
- Coppa del Presidente degli Emirati Arabi Uniti: 1

Al-Jazira: 2015-2016
- Campionato emiratino: 1

Al-Jazira: 2016-2017

### Nazionale
- Bronzo olimpico: 1

Pechino 2008

### Individuale
- Bola de Ouro: 1

2007
- Miglior giocatore del Campionato Mineiro: 1

2018